# Jean Robic

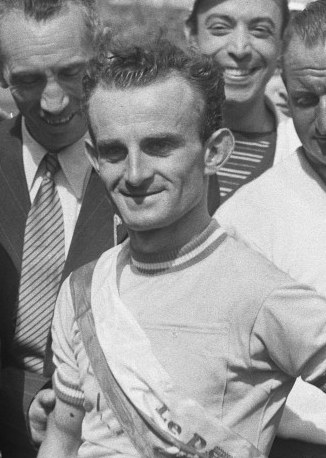
Jean Robic im Jahr 1947

Jean Robic (* 10. Juni 1921 in Condé-les-Vouziers; † 6. Oktober 1980 in Claye-Souilly) war ein französischer Radrennfahrer.
Der Gipfel seiner Radsportkarriere war zweifelsohne der Gesamtsieg bei der Tour de France 1947. Robic ist der erste Tour-de-France-Sieger nach dem Zweiten Weltkrieg. Der Bretone hatte das Gelbe Trikot während des ganzen Rennens nicht getragen. Erst auf der letzten Etappe, 140 km vor Paris, startete er den entscheidenden Angriff gegen Pierre Brambilla und gewann somit überraschend die Tour und damit 500.000 Francs Siegprämie. Robic lag seit jenem Tag mit Pierre Brambilla in tiefem Streit. Normalerweise gilt bei größeren Rundfahrten das ungeschriebene Gesetz, während der letzten Etappe nicht mehr zu attackieren, um sich im Gesamtklassement zu verbessern. Erst 33 Jahre später versöhnten sich die beiden. Auf dem Heimweg an jenem Tag verursachte Robic mit seinem Wagen einen Unfall, indem er mit einem Lastwagen zusammenprallte. Robic war sofort tot.
Noch lange Zeit danach schwärmte das französische Volk von diesem Tour-Sieg und insbesondere dieser letzten Etappe – eine der spannendsten Etappen der Geschichte der Tour de France. Robic gewann auch die erste Radquer-Weltmeisterschaft 1950 in Paris sowie 1947 das Critérium international de cyclo-cross. 1950 siegte er im Rennen Rom–Neapel–Rom, 1952 in der Tour de Haute-Savoie. 1945 gewann er auch den nationalen Titel vor Kléber Piot. In den Monumenten des Radsports belegte er 1952 den dritten Platz bei Lüttich–Bastogne–Lüttich.